# 국립3·15민주묘지관리소
국립3·15민주묘지관리소(國立3·15民主墓地管理所, March 15th National Cemetery Office)는 독재와 불의에 맞서 싸운 대한민국 현대사에 민주·민족 운동의 효시로써 자유·민주·정의의 3·15 정신을 후손들이 계승·발전토록 지원하기 위하여 설립된 대한민국 국가보훈부 부산지방보훈청 소속기관으로 국립3·15민주묘지관리소장(5급)은 행정사무관·공업사무관·임업사무관·시설사무관 또는 전산사무관으로 보한다. 경상남도 창원시 마산회원구 3·15성역로에 위치하고 있다.

## 연혁
- 1968년 경상남도 마산시 구암동 애기봉 현위치에 묘역 조성 (1,200평)
- 1969년 1월 산재3·15희생자 묘 13기 이장
- 1993년 10월 3·15의거기념사업회 창립총회
- 1994년 5월 3·15의거 성역화사업 추진 결정
- 1996년 1월 3·15 성역공원 조성 기본계획 확정
- 2002년 7월 22일 성역공원을 마산시청에서 국가보훈처로 관리이관
- 2002년 8월 1일 국립3·15묘지로 승격 (대통령령 제17668호)
- 2002년 9월 11일 국립3·15묘지관리소 설치 (대통령령 제17730호)
- 2003년 3월 15일 국립3·15묘지 준공식
- 2003년 12월 26일 3·15를 경상남도 기념일로 지정 (조례 제3017호)
- 2006년 1월 30일 국립3·15민주묘지로 기관명칭 변경 (법률 제 7649호)
- 2010년 3월 12일 국가기념일로 제정 (대통령령 제 22074호)
- 2023년 6월 5일 국가보훈부로 관리이관

## 조직

### 국립3·15민주묘지관리소장

#### 부소장
- 시설담당
- 서무
- 청원경찰

## 같이 보기
- 국립4·19민주묘지관리소
- 국립5·18민주묘지관리소